# Osad (minialbum)
Osad – minialbum studyjny polskiego rapera Włodiego. Wydawnictwo ukazało się 30 listopada 2018 nakładem wytwórni muzycznej Universal Music Polska.

## Lista utworów
| Nr  | Tytuł utworu                   | Produkcja         | Długość |
| --- | ------------------------------ | ----------------- | ------- |
| 1.  | „Intro”                        | Aflo • Miroff     | 1:02    |
| 2.  | „Na Serio”                     | Sampler Orchestra | 3:10    |
| 3.  | „2910”                         | Miroff            | 2:59    |
| 4.  | „Znam” (Gościnnie: Małpa)      | Miroff            | 3:31    |
| 5.  | „Wyobraź Sobie”                | 1988              | 2:30    |
| 6.  | „Statera” (Gościnnie: Pezet)   | Miroff            | 3:20    |
| 7.  | „Na Serio” (Instrumental)      | Sampler Orchestra | 3:11    |
| 8.  | „2910” (Instrumental)          | Miroff            | 2:59    |
| 9.  | „Znam” (Instrumental)          | Miroff            | 3:31    |
| 10. | „Wyobraź Sobie” (Instrumental) | 1988              | 2:31    |
| 11. | „Statera” (Instrumental)       | Miroff            | 3:21    |
|     |                                |                   | 32:05   |

## Listy sprzedaży
| Lista | Kraj   | Pozycja |
| ----- | ------ | ------- |
| OLiS  | Polska | 9       |